# 古典電車 (ベルギー)
ベルギーの古典電車 (仏: Automotrice classique/ 蘭: Klassiek motorstel) とは、ベルギー国鉄が1950年から1979年までに製造した電車の総称。製造年によりAM50からAM79までの形式に分かれ、あわせて約500両が製造された。基本的に2両で1ユニットを構成し、直流3000V・架空電車線方式に対応している。
主に普通列車 (L, P) として運行されている。一部の車両は1999年から更新工事を受けた。また、新型車両に置き換えられた車両もある。そのうちの一部はイタリアの鉄道事業者に譲渡された。

## 形式
- AM50: (車両番号 010-034) 1950年に25両が製造された。
- AM51: (501) 1両のみが製造された試作車。
- AM53: (035-049) 1953年に15両が製造された。
- AM54: (050-128) 79両製造。1988年に15両が郵便列車に転用された。
- AM55: (502-539) 38両製造。
- AM56: (129-150) 22両製造。この形式のみ、車体がステンレス製。
- AM62: (151-270) 1962-1965年に120両が製造された。
- AM66: (601-676) 1966-1970に76両が製造された。この形式から、最高速度が時速130kmから140kmに向上した。
- AM70: (595–600, 665–676) 1970年に18両が製造された。この形式からチョッパ制御が採用された。また、595–600の6両はブリュッセル空港連絡列車用として製造された車両で、車内設備や塗装が異なっていた。
- AM73/74/78/79: (677-782): 1973-1979年に106両が製造された。

## 仕様
これらの電車は直流3000Vで電化された路線に対応している。オランダの直流1500Vで電化された路線では半分の速度で走行することができ、国境を越える区間の列車にも使用される。最高速度は時速130kmまたは140kmである。
ベルギー国鉄AM75形電車とは連結可能である。
ほとんどのユニットは1等と2等の客室を備えている。1等の客室は片方の車両の半分程度であり、そのほかに荷物室を持つ車両もある。座席は、1等は2+2、2等は2+3のボックスシートである。
当初、車体の塗装は濃い緑色で、前面には黄色のラインを配していた。その後、1984年からはワインレッドと白いラインの塗装に変わった。サベナ・ベルギー航空のブリュッセル空港連絡列車に使われていた車両は、青色に白いラインの塗装だった。
- オリジナルの塗装
- 塗装変更後
- 空港連絡列車用の車両
- 2等客室

### 更新工事
1999年に、これらの旧型車両の多くは更新工事を受けた。接客設備の改善が行われ、塗装も薄い灰色に青と赤のラインを配したものに変更された。
都市近郊の"City Rail"サービス用として、 AM70・73・74の40両には更なる改装が行われた。自転車持込用のスペースが用意され、車内ではLEDディスプレイによる情報提供が行われる。
- 更新工事を受けた車両
- 更新後の2等客室
- CityRail用車両